# Estación transmisora de Crystal Palace
La estación transmisora Crystal Palace es una torre de radiodifusión y telecomunicaciones en Crystal Palace, para los distritos londinenses de Bromley, Croydon, Lambeth, Southwark y Lewisham, Inglaterra.
Es la cuarta estructura más alta de Londres. Es más conocido como el transmisor principal de televisión de la zona de Londres, y es propiedad y está operado por Arqiva.